# Amar Rouaï
Amar Rouaï (arab. ‏عمار رواي‎; ur. 9 marca 1932 w Satifie, zm. 11 listopada 2017 w Annemasse) – algierski piłkarz i trener piłkarski, członek drużyny piłkarskiej Frontu Wyzwolenia Narodowego, w 1963 roku reprezentant Algierii. W 1988 roku klub MC Oran, którego wówczas był trenerem, zwyciężył mistrzostwo Algierii.